# Sithon antimachus
Sithon antimachus är en fjärilsart som beskrevs av Otto Staudinger 1888. Sithon antimachus ingår i släktet Sithon och familjen juvelvingar. Inga underarter finns listade i Catalogue of Life.